# 海報博物館
海報博物館（波蘭語：Muzeum Plakatu w Wilanowie）是波蘭首都華沙的一家博物館，也是世界最古老的以海報為主題的博物館。

## 历史
創建於1968年，位於維拉諾宮內。這座博物館也是波蘭國家博物館的一部分。